# Troponina

Troponina

Troponina é um complexo de três proteínas que participam do processo de contração muscular no músculo esquelético e cardíaco, mas não no músculo liso.

## Subtipos
A troponinas é composta por 3 subunidades:
- Troponina C (TnC): liga-se fortemente aos íons de Cálcio (Ca2+)
- Troponina T (TnT): grande afinidade pela tropomiosina
- Troponina I (TnI): cobre o sítio activo da actina, onde esta e a miosina interagem

## Exame das Troponinas

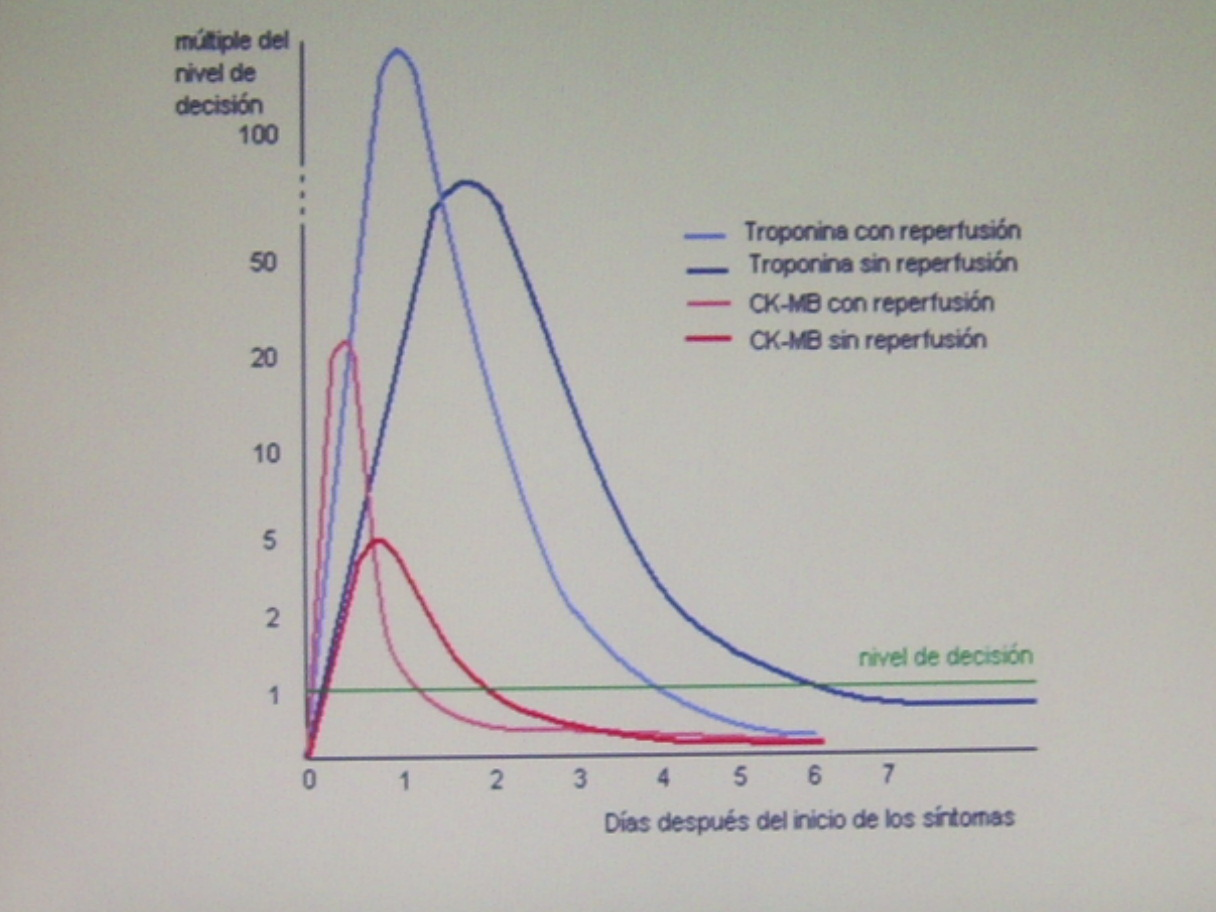
Variação dos valores de troponina e CK-MB em cada dia após um infarto agudo do miocárdio

### Indicações
Os testes da troponina são solicitados nas pessoas que têm dor no peito para verificar se há um enfarte do miocárdio ou se o músculo cardíaco sofreu alguma lesão. Se solicita troponina I e troponina T cardíacas (TnIc e TnTc séricos). Frequentemente são por vezes solicitados em conjunto com outros dois marcadores de lesão cardíaca: a CK-MB e a mioglobina. No entanto, os testes da troponina são os teste mais específicos para as lesões do coração do que os outros testes (que podem ser positivos nas lesões do musculo esquelético) e porque permanecem elevados durante um vários dias (3 a 10 dias). É repetido duas vezes mais 6 a 24h depois para comparar com os valores anteriores.
A determinação da troponina é utilizado no diagnóstico do ataque cardíaco, na detecção e avaliação de lesões o músculo cardíaco e para distinguir a dor no peito que pode ser devida a outras causas. Este é o teste de eleição nos doentes que sofrem de dor no peito (angina pectoris), desconforto ou outros sintomas relacionados com o coração, e que só procuram ajuda médica mais de um dia após o inicio desses sintomas. Isto, deve-se ao facto de, no caso de os sintomas estarem relacionados com lesão cardíaca, a troponina permanecer elevada.
Nos pacientes com angina instável (dor no peito que dura mais de 20 minutos e não melhora com repouso nem nitratos), um novo teste troponina pode ser solicitado se os sintomas pioram, se acontecem quando o doente está em repouso e/ou se já não cedem ao tratamento. Troponina elevada significa maior risco de ataque cardíaco ou de outras doenças cardíacos graves e mortalidade.

### Valores normais
Normalmente os níveis de troponina I cardíaca é menor a 0.04 ng/mL e troponina T menor a 0,1 ng/mL. Quando um paciente com dores no peito e/ou a angina de peito conhecida tem valores normais de troponina, então é provável que não tenha sofrido lesão cardíaca.

## Valores aumentados
Para diagnosticar um ataque cardíaco não se pode só ter em conta a subida da concentração da troponina. O exame físico, uma história clínica e o electrocardiograma (ECG) também são importantes. Pode haver doentes com concentrações normais de troponina e que sofrem um e enfarte do miocárdio, pelo contrário, doentes com concentrações elevadas de troponina sem sofrer qualquer lesão cardíaca. Os níveis de troponina podem também estar elevados em doenças agudas ou crónicas como:
- Inflamação do músculo cardíaco geralmente devido a um vírus (miocardite),
- Insuficiência cardíaca congestiva,
- Infecções graves,
- Doenças renais avançadas,
- Pressão arterial elevada nas artérias pulmonares (hipertensão pulmonar)
- Bloqueio de uma artéria pulmonar por um coágulo de sangue, gordura ou células tumorais (Embolia pulmonar)
- Vasoespasmo coronariano (contração de artéria do coração)
- Exercício prolongado (por exemplo, devido a maratonas ou triatlos)
- Trauma físico do coração, como em um acidente de carro,
- Enfraquecimento do músculo cardíaco (cardiomiopatia)

## Prognóstico
- Troponina I cardíaca: Mais de 0,1 mcg/L indica dano cardíaco considerável.
- Troponina T cardíaca: Mais de 0,01mcg/L indica dano cardíaco considerável. Mais de 0,1mcg/L indica infarto leve e mais de 1mcg/L infarto grande ou miocardite. Quanto maior o valor, maior a mortalidade.[7]